# Arco de São Jorge
Arco de São Jorge ist eine Gemeinde (Freguesia) an der Nordküste der portugiesischen Insel Madeira, im Kreis (Concelho) von Santana. Die Gemeinde hat eine Fläche von 3,4 km² und 364 Einwohner (Stand 19. April 2021).